# Stream of Passion
Stream of Passion — нідерландський прогресив-метал-гурт із симфонічним та готичним впливом, заснований гітаристом і композитором Ар'єном Ентоні Лукассеном і мексиканською співачкою, скрипалькою та авторкою пісень Марселою Бовіо. Вони випустили чотири студійні альбоми.
Зберігаючи постійний склад з 2009 року, у квітні 2016 року гурт оголосив про розпад, бажаючи закінчити на високій ноті, не дозволяючи згаснути інтересу та натхненню після концертного альбому під назвою Memento та останнього концерту 28 грудня 2016.

## Історія
Лукассен і Бовіо раніше співпрацювали під час запису альбому групи Ayreon «The Human Equation», для якого Лукассен обрав Бовіо (на той час із групи Elfonía) через інтернет-конкурс жіночого вокалу. Тоді Лукассен вирішив створити нову групу з нею як провідною вокалісткою та вибрав інших маловідомих музикантів, щоб сформувати решту складу: ван Стратум, клавішник Алехандро Міллан (також з Elfonía), гітарист Лорі Лінструт і барабанщик Деві Мікерс. Оскільки музиканти жили за тисячі миль один від одного, Лукассен записав дебютний альбом 2005 року Embrace the Storm через Інтернет, а Бовіо написала всі тексти. Наступного року вийшов концертний альбом Live in the Real World, що містить пісні з інших проєктів Лукассена — Ayreon і Star One.
У 2007 році змінилася половина складу Stream of Passion: Лукассен пішов, щоб змусити решту продовжувати свою кар'єру, як він і планував з початку, а Лінструт та Міллан і собі вирішили піти. Цих трьох відповідно замінили Хазебрук, Шульц і Ревет. Після випуску в 2009 році першого альбому без Лукассена, The Flame Within, Мікерс вирішив покинути гурт, а Бовіо та ван Стратум залишилися єдиними початковими учасниками. Останнього замінив Пітерс, який брав участь у третьому альбомі гурту 2011 року «Darker Days».
У 2012 році Stream of Passion відмовилися від лейблу Napalm Records і вирішили стати незалежною групою, розпочавши кампанію на Indiegogo для фінансування їхнього четвертого повного студійного альбому. Нова платівка «A War of Our Own» вийшла 18 квітня 2014 року.
У квітні 2016 року гурт через Facebook оголосив, що розлучається наприкінці року, сказавши: «Протягом останніх одинадцяти років ми провели багато часу, граючи на сценах по всьому світу та ділячись моментами радості на сцені. Але все хороше колись закінчується, і ми відчуваємо, що настав час рухатися далі та шукати нових музичних викликів. Ми пишаємося всім, чого досягли завдяки вашій допомозі, і ми хочемо закінчити історію гурту на високій ноті, а не втрачати концентрацію, інтерес і драйв. Перед тим, як розлучитися як гурт, ми дамо кілька прощальних шоу; ми також хочемо записати DVD, щоб це стало пам'яткою про гарні часи, які ми провели. […] Ще раз хочемо висловити безмежну подяку за підтримку, яку ви надавали нам усі ці роки. Усі ми так чи інакше продовжуватимемо робити музику; тож ми ще сподіваємося незабаром побачити вас поблизу зі сценою. Дякуємо вам за те, що ви стали частиною чудової пригоди, якою був Stream of Passion!».
Гурт випустив концертний альбом під назвою Memento та виступив з фінальним концертом 28 грудня 2016 року.
Після розпаду басист Йохан ван Стратум і співачка Марсела Бовіо стали частиною складу прогресив-метал-гурту VUUR, але Бовіо покинула новий колектив перед його дебютним релізом після того, як вона та співачка VUUR Аннеке ван Гірсберген зрозуміли, що по-різному хочуть підходити до вокалу.
У жовтні 2022 року гурт оголосив, що збирається перескластися для виступу у вересні 2023. Пізніше вони оголосили про другий концерт, який відбудеться в тому ж місяці, а також про майбутній випуск EP із нещодавно записаного матеріалу.

## Колектив

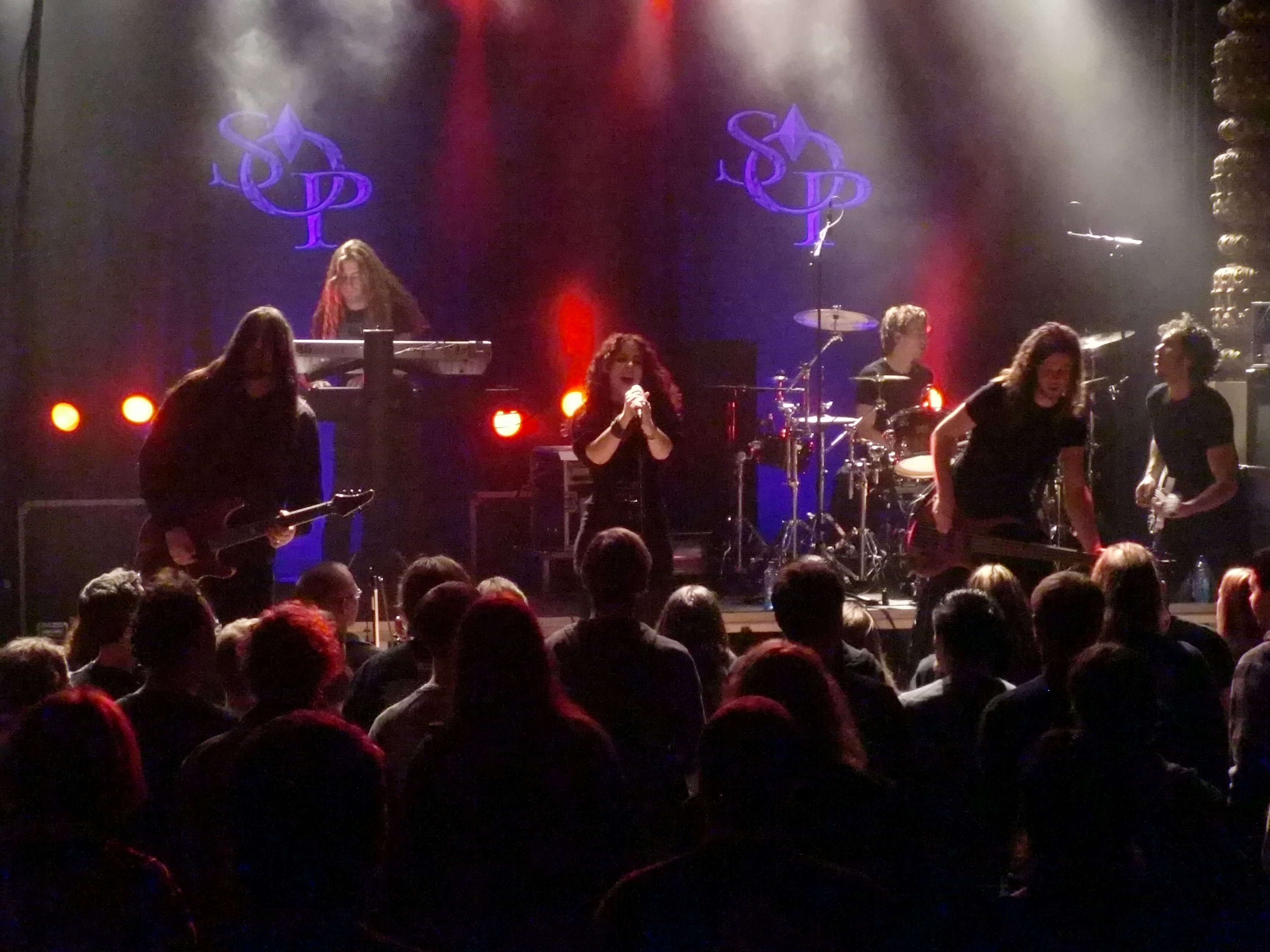
Виступ Stream of Passion у 2009 році

Склад
- Марсела Бовіо — провідний вокал, скрипка (2005–2016, 2022–дотепер)
- Йохан ван Стратум — бас (2005–2016, 2022–дотепер)
- Ерік Хазебрук — соло/ритм-гітара (2007–2016, 2022–дотепер)
- Стефан Шульц — соло/ритм-гітара (2007–2016, 2022–дотепер)
- Джеффрі Ревет — клавішні, синтезатори, фортепіано (2007–2016, 2022–дотепер)
- Мартійн Пітерс — ударні (2009–2016, 2022–дотепер)

Інші члени
- Ар'єн Ентоні Лукассен[en] — соло/ритм-гітара, клавішні, бек-вокал (2005–2007)
- Лорі Лінструт — соло/ритм-гітара (2005–2007)
- Алехандро Міллан — клавішні, фортепіано, сценічний бек-вокал (2005–2007)
- Деві Мікерс — ударні (2005–2009)

Сесійні музиканти
- Деміан Вілсон — вокал, акустична гітара (наживо, 2006)
- Діана Бовіо — бек-вокал (наживо, 2006–2007)
- Йост ван ден Брук — продакшн, зведення[en], мастеринг, тексти (студійно, 2009–2016)
- Андре Боргман — ударні (наживо, 2009)[8].

## Дискографія
Студійні альбоми
- Embrace the Storm[en] (2005)
- The Flame Within (2009)[9]
- Darker Days (2011)
- A War of Our Own (2014)[10]

Альбоми наживо
- Live in the Real World (2006) (CD and DVD)
- Memento (2016) (DVD)

Сингли
- «Out in the Real World» (2006) – No. 49* NL Singles Top 100
- «I Have a Right» (2015) – from A Tribute to Sonata Arctica.